# Protonaród
Protonaród, inaczej naród bez państwa – typ grupy etnicznej, która dąży do uzyskania własnej suwerenności politycznej. 
Tego typu grupy etniczne posiadają własne elity polityczne oraz własnych ideologów, którzy starają się generować ruch narodowy. Protonaród można uznać za fazę tworzenia się z grupy etnicznej narodu, co nie oznacza, że każdy protonaród musi stać się w przyszłości uznanym narodem i uzyskać własną niezależność polityczną w postaci państwa. 
Pojęcie protonarodu wprowadzone zostało przez Thomasa Eriksena, dla odróżnienia tego typu grupy etnicznej od miejskich mniejszości etnicznych i ludów tubylczych, znajdujących się w fazie przedindustrialnej rozwoju oraz grup etnicznych w "społeczeństwach pluralistycznych" istniejących w kulturowo heterogenicznych państwach pokolonialnych.
Protonarody zazwyczaj są liczebniejsze od innych typów mniejszości etnicznych.
| Niektóre grupy etniczne wykazujące znamiona protonarodów |                       |                |                       |                     |                                       |                    |                  |             |                              |                                 |           |
| Protonaród                                               | Flaga                 | Język ojczysty | Przybliżona populacja | Dominujące wyznanie | Kraj zamieszkania                     | Region macierzysty | Statut autonomii | Stolica     | Mapa małej ojczyzny          | Powierzchnia orientacyjna (km²) | Kontynent |
| Ludy bodyjskie                                           |                       |                |                       |                     |                                       |                    |                  |             |                              |                                 |           |
| Tybetańczycy                                             |                       | tybetański     | 7 000 000             | buddyzm             | Chiny, Indie, Nepal, Pakistan, Bhutan | Tybet              | region           | Lhasa       | Położenie Tybetu             | 2 538 394                       | Azja      |
| Ludy celtyckie                                           |                       |                |                       |                     |                                       |                    |                  |             |                              |                                 |           |
| Mańczycy                                                 |                       | mański         | 90 000                | chrześcijaństwo     | Zjednoczone Królestwo                 | Wyspa Man          | dependencja      | Douglas     | Położenie Wyspy Man          | 572                             | Europa    |
| Szkoci                                                   |                       | szkocki        | 5 000 000             | chrześcijaństwo     | Zjednoczone Królestwo                 | Szkocja            | królestwo        | Edynburg    | Położenie Szkocji            | 77 933                          | Europa    |
| Bretończycy                                              |                       | bretoński      | 4 500 000             | chrześcijaństwo     | Francja                               | Bretania           | region           | Rennes      | Położenie Bretanii           | 34 023                          | Europa    |
| Kornijczycy                                              |                       | kornijski      | 500 000               | chrześcijaństwo     | Zjednoczone Królestwo                 | Kornwalia          | księstwo         | Truro       | Położenie Kornwalii          | 3562                            | Europa    |
| Walijczycy                                               |                       | walijski       | 3 500 000             | chrześcijaństwo     | Zjednoczone Królestwo                 | Walia              | księstwo         | Cardiff     | Położenie Walii              | 20 779                          | Europa    |
| Ludy germańskie                                          |                       |                |                       |                     |                                       |                    |                  |             |                              |                                 |           |
| Fryzowie                                                 |                       | fryzyjski      | 750 000               | chrześcijaństwo     | Holandia, Niemcy, Dania               | Fryzja             | prowincja        | Leeuwarden  | Położenie Fryzji             | 13 483                          | Europa    |
| Farerowie                                                |                       | farerski       | 70 000                | chrześcijaństwo     | Dania                                 | Wyspy Owcze        | terytorium       | Thorshavn   | Położenie Wysp Owczych       | 1399                            | Europa    |
| Ludy indyjskie                                           |                       |                |                       |                     |                                       |                    |                  |             |                              |                                 |           |
| Sikhowie                                                 | Flaga Sikhistanu      | pendżabski     | 25 500 000            | sikhizm             | Indie, Pakistan                       | Sikhistan          | region           | Amritsar    | Położenie Sikhistanu         | 355 591                         | Azja      |
| Ludy irańskie                                            |                       |                |                       |                     |                                       |                    |                  |             |                              |                                 |           |
| Kurdowie                                                 |                       | kurdyjski      | 45 500 000            | islam               | Turcja, Iran, Irak, Syria, Armenia    | Kurdystan          | region           | Irbil       | Położenie Kurdystanu         | 392 000                         | Azja      |
| Ludy kaukaskie                                           |                       |                |                       |                     |                                       |                    |                  |             |                              |                                 |           |
| Czerkiesi                                                | Flaga Czerkiesji      | czerkieski     | 8 000 000             | islam               | Rosja                                 | Czerkiesja         | republika        | Czerkiesk   | Położenie Czerkiesji         | 94 360                          | Azja      |
| Czeczeni                                                 |                       | czeczeński     | 2 000 000             | islam               | Rosja                                 | Czeczenia          | republika        | Grozny      | Położenie Czeczenii          | 17 300                          | Azja      |
| Dagestańczycy                                            |                       | dagestański    | 4 000 000             | islam               | Rosja, Azerbejdżan                    | Dagestan           | republika        | Machaczkała | Położenie Dagestanu          | 50 300                          | Azja      |
| Ingusze                                                  |                       | inguski        | 700 000               | islam               | Rosja                                 | Inguszetia         | republika        | Magas       | Położenie Inguszetii         | 3000                            | Azja      |
| Ludy melanezyjskie                                       |                       |                |                       |                     |                                       |                    |                  |             |                              |                                 |           |
| Kanakowie                                                |                       | kanacki        | 100 000               | chrześcijaństwo     | Francja                               | Nowa Kaledonia     | wspólnota        | Numea       | Położenie Nowej Kaledonii    | 18 576                          | Oceania   |
| Ludy polinezyjskie                                       |                       |                |                       |                     |                                       |                    |                  |             |                              |                                 |           |
| Hawajczycy                                               | Flaga Hawajów         | hawajski       | 160 000               | chrześcijaństwo     | Stany Zjednoczone                     | Hawaje             | stan             | Honolulu    | Położenie Hawajów            | 28 311                          | Oceania   |
| Rapańczycy                                               |                       | rapański       | 6000                  | chrześcijaństwo     | Chile                                 | Wyspa Wielkanocna  | prowincja        | Hanga Roa   | Położenie Wyspy Wielkanocnej | 164                             | Oceania   |
| Tahitańczycy                                             | Flaga Tahiti          | tahitański     | 180 000               | chrześcijaństwo     | Francja                               | Tahiti             | terytorium       | Papeete     | Położenie Tahiti             | 4167                            | Oceania   |
| Tokelańczycy                                             |                       | tokelański     | 4500                  | chrześcijaństwo     | Nowa Zelandia, Stany Zjednoczone      | Tokelau            | terytorium       | Nukunonu    | Położenie Tokelau            | 13                              | Oceania   |
| Rotumańczycy                                             |                       | rotumański     | 10 000                | chrześcijaństwo     | Fidżi                                 | Rotuma             | dependencja      | Ahau        | Położenie Rotumy             | 47                              | Oceania   |
| Ludy romańskie                                           |                       |                |                       |                     |                                       |                    |                  |             |                              |                                 |           |
| Katalończycy                                             |                       | kataloński     | 10 500 000            | chrześcijaństwo     | Hiszpania, Francja, Włochy, Andora    | Katalonia          | wspólnota        | Barcelona   | Położenie Katalonii          | 112 885                         | Europa    |
| Retoromanie                                              |                       | retycki        | 700 000               | chrześcijaństwo     | Włochy, Szwajcaria                    | Recja              | region           | Udine       | Położenie Recji              | 16 537                          | Europa    |
| Quebekczycy                                              |                       | francuski      | 9 000 000             | chrześcijaństwo     | Kanada, Stany Zjednoczone             | Quebec             | prowincja        | Quebec      | Położenie Quebecu            | 1 542 056                       | Ameryka   |
| Ludy słowiańskie                                         |                       |                |                       |                     |                                       |                    |                  |             |                              |                                 |           |
| Łużyczanie                                               | Flaga Łużyc           | łużycki        | 80 000                | chrześcijaństwo     | Niemcy, Czechy, Polska                | Łużyce             | region           | Budziszyn   | Położenie Łużyc              | 13 000                          | Europa    |
| Ludy turańskie                                           |                       |                |                       |                     |                                       |                    |                  |             |                              |                                 |           |
| Jakuci                                                   |                       | jakucki        | 600 000               | chrześcijaństwo     | Rosja                                 | Jakucja            | republika        | Jakuck      | Położenie Jakucji            | 3 083 523                       | Azja      |
| Czuwasze                                                 |                       | czuwaski       | 1 500 000             | chrześcijaństwo     | Rosja                                 | Czuwaszja          | republika        | Czeboksary  | Położenie Czuwaszji          | 18 300                          | Europa    |
| Baszkirzy                                                |                       | baszkirski     | 2 000 000             | islam               | Rosja                                 | Baszkortostan      | republika        | Ufa         | Położenie Baszkortostanu     | 143 600                         | Europa    |
| Tatarzy                                                  |                       | tatarski       | 7 000 000             | islam               | Rosja, Ukraina                        | Tatarstan          | republika        | Kazań       | Położenie Tatarstanu         | 68 000                          | Europa    |
| Karakałpacy                                              | Flaga Karakałpakstanu | karakałpacki   | 600 000               | islam               | Uzbekistan                            | Karakałpakstan     | republika        | Nukus       | Położenie Karakałpakstanu    | 161 358                         | Azja      |
| Ujgurzy                                                  |                       | ujgurski       | 15 000 000            | islam               | Chiny                                 | Ujguristan         | region           | Urumczi     | Położenie Ujguristanu        | 1 664 897                       | Azja      |
| Ludy ugrofińskie                                         |                       |                |                       |                     |                                       |                    |                  |             |                              |                                 |           |
| Lapończycy                                               |                       | lapoński       | 100 000               | chrześcijaństwo     | Norwegia, Szwecja, Finlandia, Rosja   | Laponia            | region           | Rovaniemi   | Położenie Laponii            | 400 000                         | Europa    |
| Ludy waskońskie                                          |                       |                |                       |                     |                                       |                    |                  |             |                              |                                 |           |
| Baskowie                                                 | Flaga Baskonii        | baskijski      | 3 000 000             | chrześcijaństwo     | Hiszpania, Francja                    | Baskonia           | wspólnota        | Gasteiz     | Położenie Baskonii           | 20 947                          | Europa    |